# Vicente Gil Sáez
Vicente Gil Sáez (nacido el  16 de mayo de 1954 en Madrid, Comunidad de Madrid) fue un jugador de baloncesto Español, que ocupaba la posición de base. Es uno de los jugadores históricos del club Estudiantes, fue subcampeón de la liga la temporada 1980-81, en el que formaba parte de un quinteto mítico formado con Charly López Rodríguez, Alfonso del Corral, Slab Jones, y Fernando Martín.

## Equipos
Los equipos donde mayor huella dejó fueron el Club Baloncesto Estudiantes y el Inmobanco de Madrid.
 También jugó en el Cajabilbao.  

## Selección Española
- 28 veces internacional con la Selección Nacional Absoluta.[3]

## Palmarés
- Campeón de la Copa Príncipe de Asturias con el Estudiantes en la temporada 1985-86.
- Subcampeón de liga en la temporada 1980-81.